# Duncan Browne
Pour les articles homonymes, voir Browne.
Duncan Browne, né le 25 mars 1947 et mort le 28 mai 1993, est un musicien folk britannique.

## Biographie
Duncan Browne est le fils d'un officier de la Royal Air Force. Il se destine à suivre ses traces, mais sa santé l'empêche d'intégrer l'armée.
Il meurt des suites d'un cancer en 1993.

## Carrière
Inspiré par Bob Dylan, qu'il découvre dans l'émission Madhouse on Castle Street diffusée par la chaîne BBC One, Duncan Browne étudie la musique en autodidacte durant son adolescence. Il se produit en tant qu'artiste de rue, puis entre à l'Académie de Musique et d'Art Dramatique de Londres, où il fonde le groupe folk Lorel.
Signé par Immediate Records, label de Andrew Loog Oldham, le trio se sépare sans avoir réalisé de disque, mais les arrangements écrits par Duncan Browne pour d'autres artistes du label retiennent l'attention d'Oldham, qui lui demande de réaliser un disque solo. L'album Give Me Take You, écrit en collaboration avec le parolier David Bretton, est édité par Immediate en 1968. Le disque est un échec commercial, mais le talent de Duncan Browne est remarqué, notamment par le claviériste Keith Emerson, qui lui demande de réaliser des arrangements musicaux pour son groupe d'alors, The Nice. En proie à des difficultés financières, Immediate fait faillite en 1970. En 1972, Browne enregistre le simple Journey, qui atteint la 23e place du classement des ventes de singles au Royaume-Uni. Journey est le seul morceau de l'artiste ayant figuré dans les « charts ». Il est suivi de l'album Duncan Browne, édité par le label RAK Records,.
En 1977, Duncan Browne prend part à la première incarnation du groupe Metro en compagnie de Peter Godwin. Le morceau Criminal World, issu du premier album de Metro, sera repris par David Bowie en 1983 sur l'album Let's Dance. Revenu à sa carrière solo, Browne sort l'album The Wild Places, son seul disque à intégrer le classement des meilleures ventes d'albums aux États-Unis ; il se classe 174e du Billboard 200 en 1979. Le manque d'intérêt pour ses disques pousse Duncan Browne à devenir musicien de studio. Il travaille notamment sur l'album Journey de Colin Blunstone  (ami avec lequel il partageait en colocation un appartement sur Ennismore Street à Londres), qui fit partie des Zombies dans les années 1960. Durant les années 1980, Browne compose pour le cinéma et la télévision. Ses albums sont réédités au format CD à partir des années 1990,. L'album Songs of Love and War, inachevé à la mort de Browne, est édité de manière posthume en 1994 grâce à l'aide de ses musiciens et de Colin Blunstone.

## Style musical
Browne interprète les chansons de son premier album, Give Me Take You, à la guitare acoustique. La présence d'une chorale et d'instruments à cordes et à vent le rapproche de la pop baroque. Le disque est décrit par Richard Goldstein, critique musical de l'hebdomadaire The Village Voice, comme du « rock préraphaélique » (« Pre-Raphaelite Rock »). À partir de la fin des années 1970, le style de Duncan Browne devient plus électrique,,.

## Discographie

### Albums
- Give Me Take You (1968, Immediate Records)
- Duncan Browne (1973, RAK Records)
- The Wild Places (1978, Logo Records)
- Streets of Fire (1979, Logo Records)
- Songs of Love and War (1994, Zomart Records)

### Compilations
- Journey: The Anthology 1967-1993 (2004, Castle Music)